# Вест-Енд
Вест-Енд (англ. West End) — позначення окремого регіону Центрального Лондона, на захід від Лондонського Сіті і на північ від річки Темзи, в якому зосереджено багато основних туристичних визначних пам'яток міста, крамниці, підприємства, урядові будівлі та розважальні заклади, включаючи театри Вест-Енда.
Використання терміна почалося на початку 19-го століття для опису модних районів на захід від Чарінг-крос. Вест-Енд охоплює частину районів Вестмінстера і Кемдена
Тоді як Лондонське Сіті є основним діловим і фінансовим районом Лондона, Вест-Енд є головним торгово-розважальним центром міста. Це найбільший центральний діловий район у Сполученому Королівстві, який можна порівняти з Мідтауном у Нью-Йорку, Козуей-Бей у Гонконгу, Район Шібуя у Токіо або VIII округ Парижа. Це одне з найдорожчих місць у світі, в якому можна орендувати офісні приміщення.

## Історія

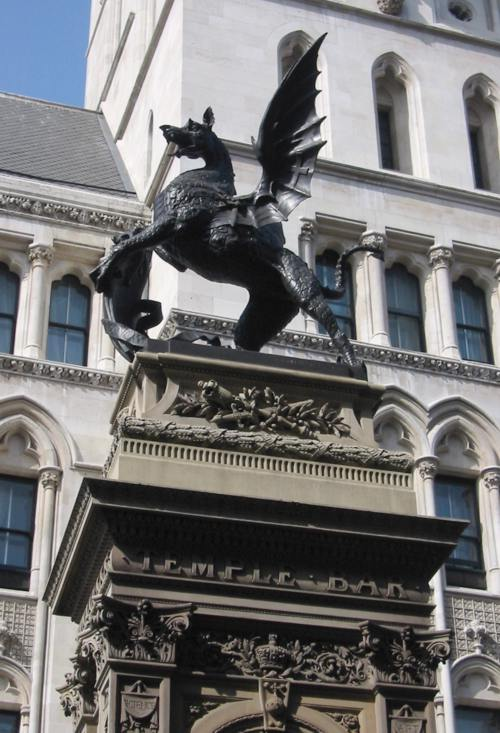
Статуя дракона на Темпл-Бар — межі Вестмінстеру і Сіті

Середньовічний Лондон складався з двох районів — Лондонського Сіті (Собор святого Павла) на сході та Вестмінстера (Вестмінстерське абатство) на заході.
З часом вони стали центром сучасного Лондона, хоча кожен з них зберігав свої власні особливості і свою окрему юридичну ідентичність (наприклад, Лондонське Сіті має свою власну поліцію і є окремим округом). Лондонське Сіті стало центром банківського, фінансового, юридичного та професійного секторів, в той час як Вестмінстер став асоціюватися з секторами дозвілля, крамниць, торгівлі та розваг, урядовими будівлями і університетами та амбасадами. Сучасний Вест-Енд тісно пов'язаний з цим районом центрального Лондона.
Розташований на захід від історичного римського та середньовічного Сіті, Вест-Енд довгий час був домівкою багатих лондонців, тому що він, як правило, був під вітром від диму, що рухався з переповненого міста.. Також район розташований неподалік від Вестмінстерського палацу (тепер це будівля Парламенту).
Спроектований у XVII, XVIII та XIX століттях, він був забудований палацами, дорогими міськими будинками, модними крамницями і місцями розваг. Бідніші райони Голборн, Севен-Діалс і Ковент-Гарден зазнали перебудову в XIX столітті.

## Межі
Оскільки Вест-Енд — термін, що використовувався у побуті лондонців і не є офіційним географічним або муніципальним визначенням, його точні межі є суперечливим. Доповідь мерії Вестмінстер-Сіті за 2005 рік Vision for the West End включала наступні місцевості у своєму визначенні: Ковент-Гарден, Сохо, Чайнатаун, Лестер-сквер, торгові вулиці Оксфорд-стріт, Регент-стріт і Бонд-стріт, район, що охоплює Трафальгарську площу, Стренд та Олдвич, і район, відомий як Театрленд. Еджвар-роуд та Набережна Вікторії теж згадувались у цьому документі, але їх розглядали як «прилеглі області» до Вест-Енду.

## Найвідоміші площі

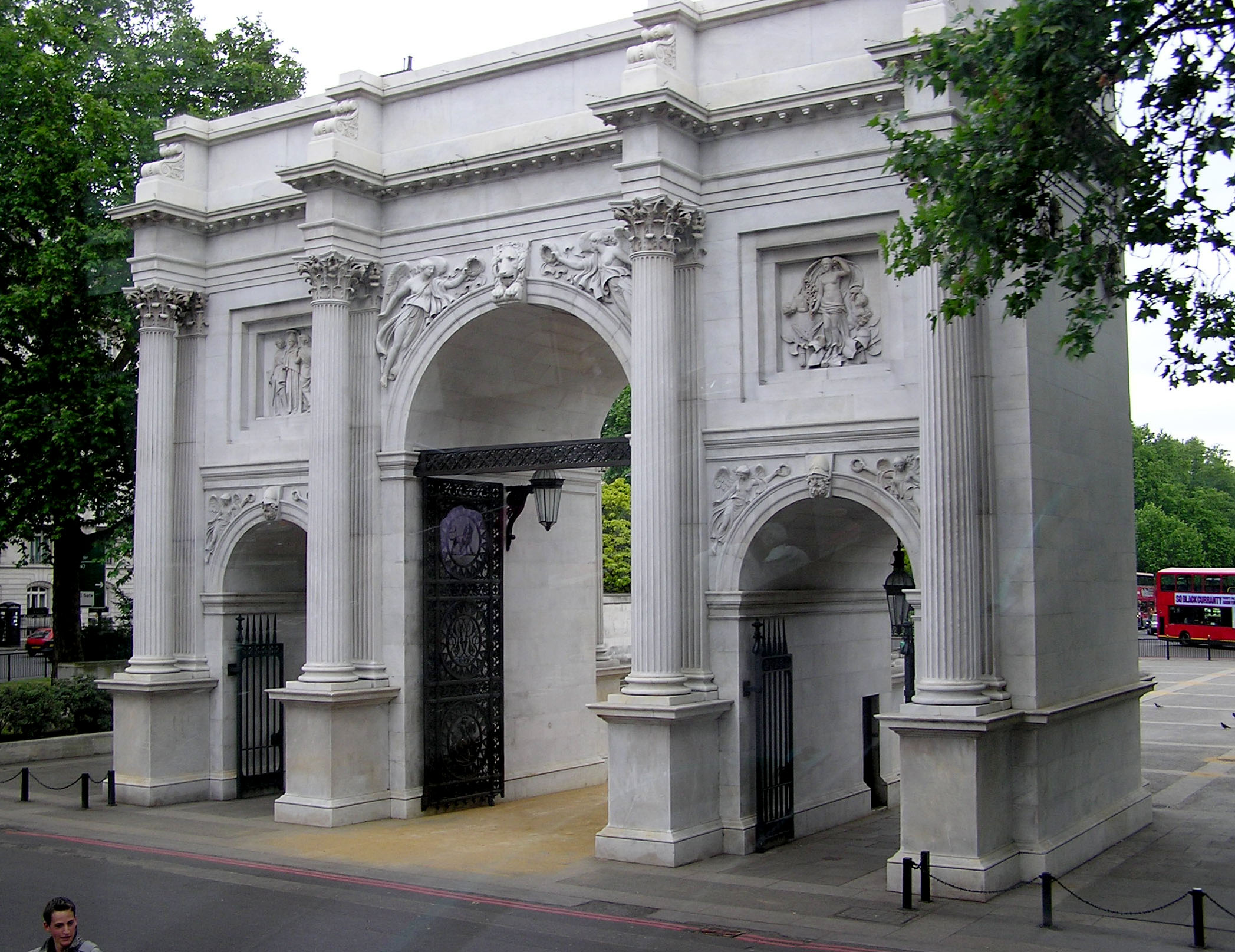
Мармурова Арка

- Берклі-сквер
- Кембридж-серкус
- Гросвенор-сквер
- Гайд-парк-корнер
- Мармурова Арка
- Лестер-сквер
- Манчестер-сквер
- Парламент-сквер
- Пікаділлі-серкус
- Рассел-сквер
- Сохо-сквер